# Militärkommittén (Finland)
Militärkommittén (finska: sotilaskomitea) var en finländsk organisation som upprättades under första världskriget av förutvarande officerare i den före detta finska armén.
Militärkommittén stödde Finlands självständighetssträvan och förberedde frihetskrig. Efter ryska revolutionen 1917 sände militärkommittén en delegation till Stockholm för att förhandla med tyskarna om landstigning i Finland. 
Oktober 1917 hade man en representant i Berlin som förhandlade om vapen tillförsel och sändandet av jägarna till Finland. I november utnämnde militärkommittén kretschefer i skyddskårskretsar och påbörjade stödd av regeringen förhandla om jägarnas återkomst till Finland samt om Tysklands militära intervention. 
I januari 1918 presenterade militärkommittén Gustaf Mannerheim som överbefälhavare. När han blev överbefälhavare förvandlades militärkommittén till hans stab, som den 18 januari 1918 flyttade till Vasa.